# Manuel Rodríguez Galván
Manuel Rodriguez Galván (fl. 1621-1633) fue un compositor y maestro de capilla portugués, activo en España.

## Vida
Aparte de su origen portugués, no se tienen más noticias de su nacimiento, familia o formación musical.
Las primeras noticias que se tienen de él son de su llegada a la Catedral de Badajoz, avalado por una serie de cartas del maestro Esteban de Brito, de la Catedral de Málaga, también de origen portugués. Dando «muestras de su habilidad y sufiçiençia» ante el tribunal de las oposiciones, tomó posesión del magisterio el 10 de junio de 1622. El maestro Rodríguez solo permaneció en Badajoz hasta septiembre de 1623.

Viernes 3 de junio de 1622: Entró el señor provisor acompañado de cuatro señores capitulares más modernos y tratando del particular del maestro de capilla que ha venido, y de cómo el maestro Brito lo acredita por una carta, leer la dicha carta y habiendo discurrido en esta razón acordaron que haga actos y muestras de su habilidad el lunes que viene en el capítulo con los músicos.
Jueves 9 de junio de 1622: Este día habiendo hecho actos Manuel Rodríguez Galván que pretende ser maestro de capilla en esta santa iglesia y dado muestras de su habilidad y suficiencia e informado cerca de ella las personas diputadas considerando ser el que conviene conforme lo aseguró el maestro Brito cometieron a los señores Licenciado Alonso Pérez y Don García de Alvarado canónicos traten sus mercedes de concierto el cual sea el más moderado que se pueda, y este nombramiento se entienda por el año que viene, y que se le notifiquen sus obligaciones habiéndose tomado asiento.
Actas capitulares de la Catedral de Badajoz, 1621-1627, fol. 76 y 78

Rodríguez inicia una serie de maestros portugueses que dirigieron la capilla de música en la Catedral de Badajoz, que se produce durante la Unión ibérica, entre los que aparecen Juan Díaz, Francisco Pinto Piñero y Alonso Vaz de Acosta.
En 1622 opositó sin éxito al magisterio de la Catedral de Plasencia, vacante tras el fallecimiento de Simón de Herrera. En el examen se enfrentó a Diego de Grados, sustituto del maestro de capilla de la Catedral de Sevilla; Jerónimo de León, maestro de la Colegiata de Medina del Campo; Juan de Riscos, maestro de la Colegiata de Úbeda; y Diego de Pontac, que en ese momento se encontraba en Madrid. El tribunal, con el examinador Diego de Bruceña, se decidió por Diego de Grados.
Tras el fallecimiento del maestro Diego de Grados en los primeros días de 1633, se nombró a Rodríguez Galván como su sucesor. Permaneció poco más de un mes, ya que el maestro Rodríguez fallecía en febrero de ese mismo año. El cabildo acordaba el mismo 17 de febrero que el chantre debía «envi[ar] a llamar a Juan Benítex de Riscos para maestro de capilla desta santa iglesia, con los trescientos ducados de salario y treinta y seis fanegas de trigo que tenía Manuel Rodríguez Galván, maestro de capilla desta santa iglesia difunto, y que traiga algunas voces, como son de tiple, conta alto, contrabajo, y que sean muy buenas».

## Obra
No se conservan composiciones de Manuel Rodríguez Galván.